# Burgschloss Schorndorf

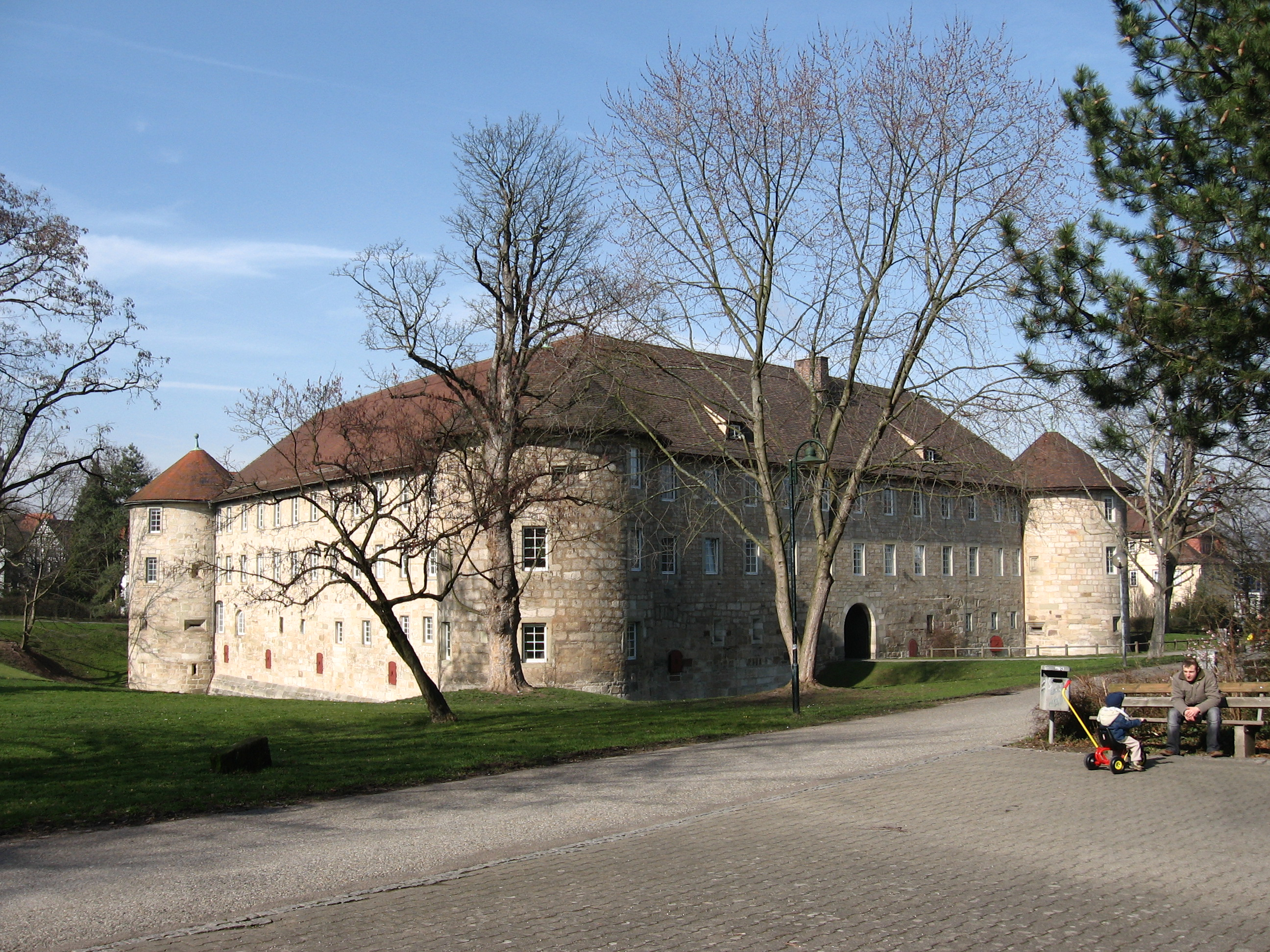
Burgschloss Schorndorf (heute Sitz des Amtsgerichts) von Südosten

Das Schorndorfer Burgschloss ist der Rest einer aufwendigen Festungsanlage der Renaissance und steht am Rande der Altstadt von Schorndorf.

## Lage
Das Burgschloss steht südöstlich der Schorndorfer Altstadt. Es ist von einer Grünanlage, dem Schlosspark, eingefasst. Direkt gegenüber steht das Jagdschloss Schorndorf. 
Westlich des Schlosses liegt der Archivplatz mit dem alten Spital und dem Stadtarchiv. Südöstlich befinden sich der Feuersee und die Heilig-Geist-Kirche. 

## Geschichte

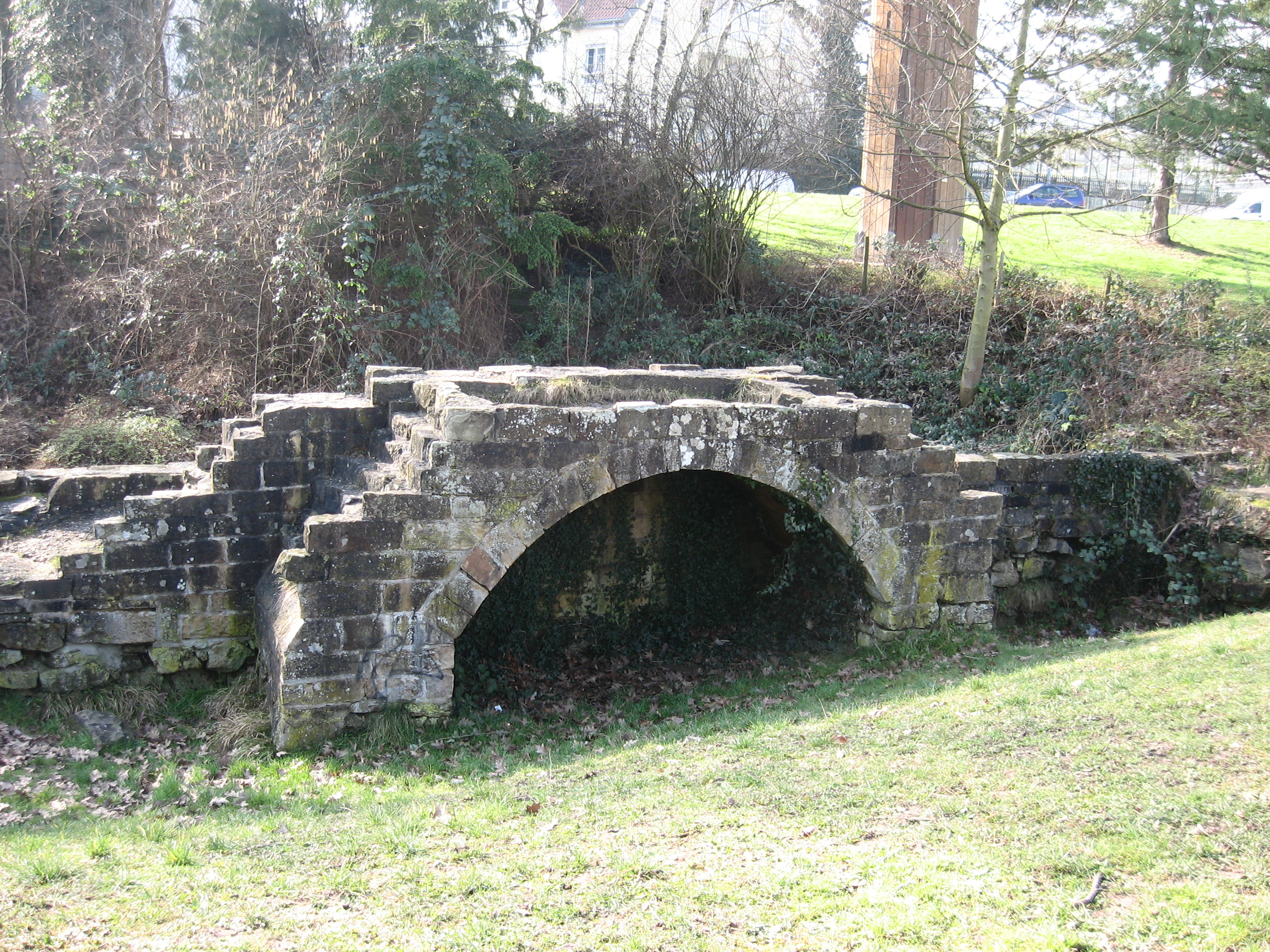
Reste einer Bastion der Festung

Unter Herzog Ulrich (1498–1550) wurde das Burgschloss Schorndorf ab 1538 wahrscheinlich an der Stelle eines älteren Wasserschlosses erbaut. Es sollte neben den Festungsanlagen von Hohenneuffen, Hohenurach, Hohenasperg, Hohentwiel sowie den Stadtfestungen Schorndorf und Kirchheim (Teck) als Landesfestung dienen. Im 16. Jahrhundert war Schorndorf die stärkste Stadtfestung des ganzen Herzogtums. Das Burgschloss war Eckpfeiler der mit großem Aufwand errichteten Stadtfestung und überdauerte alle Stürme, auch die Feuersbrunst von 1634, der ansonsten fast die gesamte Stadt zum Opfer fiel.
Das Burgschloss hatte eine ständige Besatzung und enthielt auch einige Fürstengemächer, woher die Bezeichnung „Burgschloss“ stammen könnte.
Im 19. Jahrhundert wurden am Burgschloss verschiedene Umbauten vollzogen; so diente es in den Jahren 1801 bis 1804 kurzzeitig als Kaserne. Um 1834 wurden zudem ein Gefängnis und verschiedene Beamtenwohnungen eingebaut.
Der Burggraben, der das Burgschloss umgibt, wurde 1837 zunächst teilweise und später komplett zugeschüttet; 1976 wurde der Graben wieder ausgehoben und das Sockelstockwerk wieder freigelegt. 
Heute sind in der Festung verschiedene Behörden untergebracht, unter anderem das Amtsgericht Schorndorf. 

## Aufbau und Besonderheiten
Das Burgschloss besteht aus einer trapezförmigen vierflügeligen Anlage mit mächtigen Rundtürmen an den Ecken. Der kleine rechteckige Innenhof des schlichten Renaissancebaus ist aus Fachwerk konstruiert. Sehenswert sind die Inschriften und aufwändig gestalteten Wappen an den Türmen und über den beiden Eingängen zum Schlosshof; über dem Hauptportal prangt ein Gusserker.

## Historische Streitfrage
Aufgrund der ambivalenten Erscheinung des Burgschlosses, dem Übergang von Burg zum Schloss, der mit in dem mit Fachwerk sehr leicht und fragil konstruierten Innenhof begründet ist, wird von einigen Historikern die ursprüngliche Funktion als Teil der Festung kritisch betrachtet oder gänzlich verworfen. Edeltraud Geiger vertritt die Meinung, dass das Burgschloss ursprünglich eine Zitadelle gewesen sei, deren Außenfronten zunächst lediglich Schießscharten besessen haben.
Laut Wolfgang Morlok, dem ehem. Leiter des Schorndorfer Stadtmuseums, sei das Innere des Burgschlosses für fortifikatorische Funktionen „viel zu verletzlich“ gewesen. Daraus schließt er, dass trotz seiner heutigen bulligen Erscheinung das Burgschloss nicht von Beginn an Teil der Verteidigungsanlagen gewesen sei. Die These wird vom Festungsplan von 1730 gestützt, da dieser das Burgschloss nicht enthält.

## Jagdschloss

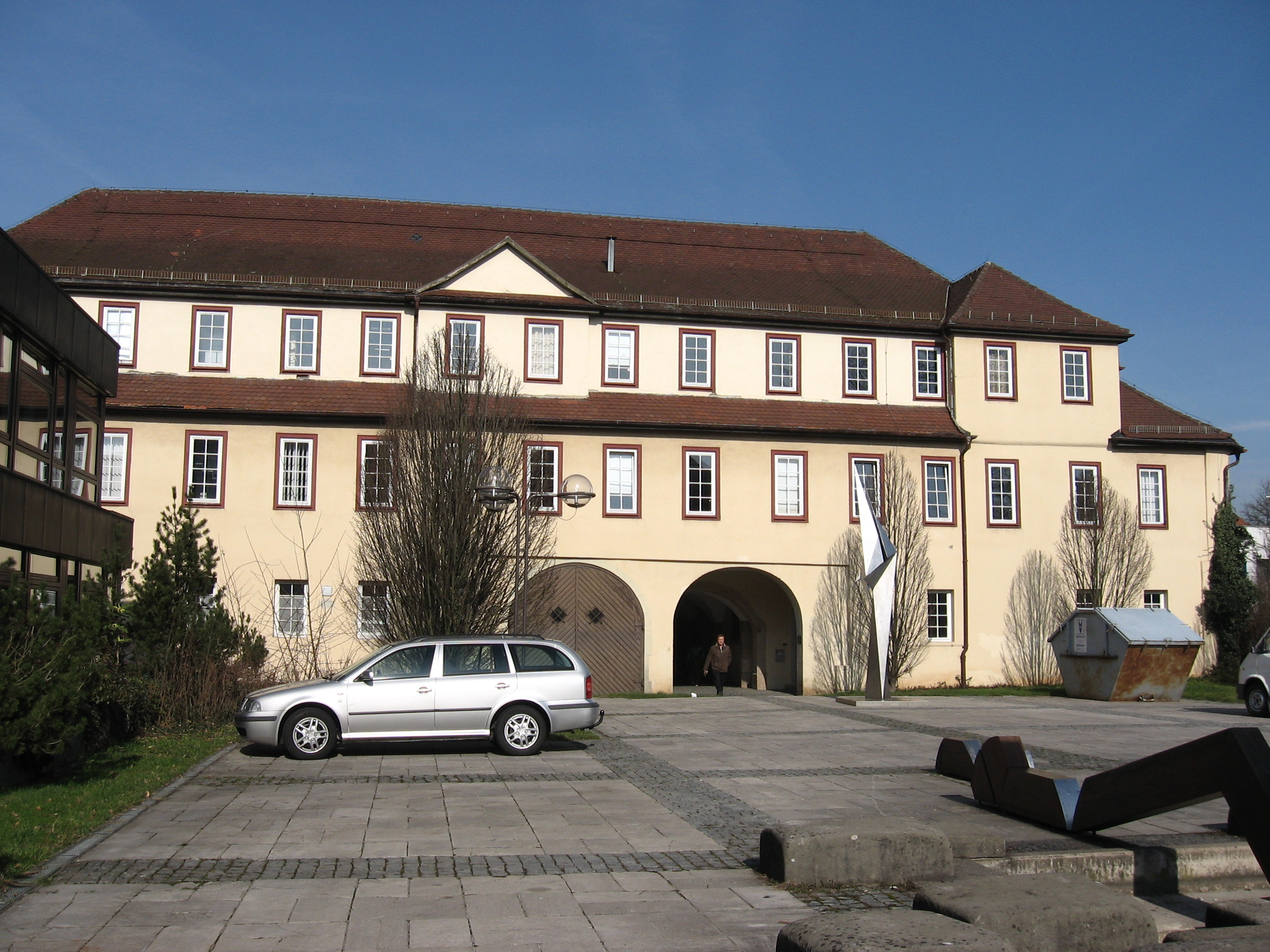
Jagdschloss Schorndorf, heute Sitz des Finanzamtes

Das Jagdschloss, das dem Haupteingang des Burgschlosses gegenüberliegt, wurde im Jahre 1555 von Herzog Christoph erbaut. Es wurde früher auch als Neues Schloss bezeichnet.
Später wohnte hier der Obervogt, ab 1755 hatte der Finanzbeamte im Neuen Schloss seinen Sitz.
Ab dem Jahr 1810 diente es für König Friedrich, der gerne in den Wäldern der Umgebung jagte, als Jagdschloss.
Ab 1817 war das Forstamt hier untergebracht. 
Heute ist es Sitz des Finanzamt Schorndorf. 